# 拉扎云雀
拉扎云雀（学名：Alauda razae），是百灵科云雀属的一种，为佛得角的特有种。全球活动范围约为2平方千米。该物种的保护状况被评为极危。
拉扎云雀的平均体重约为22.0克。栖息地包括潮池、亚热带或热带的（低地）干草原、亚热带或热带的（低地）干燥疏灌丛和河流、溪流。